# Új-Zéland földrajza
Új-Zéland földrajzának legjellemzőbb vonása, hogy a déli féltekén, a Csendes-óceánban elhelyezkedő, közepes nagyságú szigetország. A Föld Európától, így Magyarországtól legtávolabb eső nagyobb szárazulata. Pontosabban a Föld felszínének az Ibériai-félszigettel ellenlábas részén helyezkedik el. Területe 268 704 km². Az Olaszországhoz hasonló nagyságú, és szintén hozzávetőlegesen csizma alakú ország két fő és több száz kisebb szigetből áll.
A két nagyobb sziget a kisebb Stewart-szigettel együtt az ország területének 98%-át teszik ki, és ezek számítanak a hagyomány szerint az új-zélandi „szárazföldnek”. Az országnak az égtájak szerint legtávolabbi pontjait is eszerint határozták meg: Az Északi-fok és a Keleti-fok az Északi-szigeten, a Nyugati-fok a Déli-szigeten, a legdélebbi pont, a Délnyugati-fok pedig a Stewart-szigeten van, tekintet nélkül a kisebb szigetekre. A maori eredetmonda szerint ősük, Māui, a kultúrhérosz, a tengerből halászta ki az Északi-szigetet, ami egy hatalmas hal volt. A Déli-sziget alkotta a kenuját, a Stewart-sziget pedig a kenu horgonyköve volt.

## Az új-zélandi földrajzi nevek sajátosságai
Az új-zélandi földrajzi neveknél a többi angol nyelvterülethez képest is több sajátosság figyelhető meg. A fjordokra a sound elnevezést alkalmazzák (Milford Sound), bár a fjordok vidéke már a Fiordland nevet kapta. A vitorlás hajókkal érkező korai utazók, telepesek számára jó kikötési lehetőségeket biztosító természetes öblök gyakran a harbour nevet kapták (Hokianga Harbour, Kaipara Harbour), akkor is, ha azokban később sem alakult ki komoly kikötő. Az ilyen és hasonló öblök keskeny elágazásait gyakran river-nek nevezték el, még ha tulajdonképpen sós vagy brakkvizű állóvízről is volt szó.
Újabb fejlemény, hogy a maori hagyományok ápolásának erősödése jegyében a sokáig csak angol nevükön említett földrajzi helyek hivatalos nevébe felvették a maori elnevezést is (Aoraki/Mount Cook).

## Elhelyezkedése

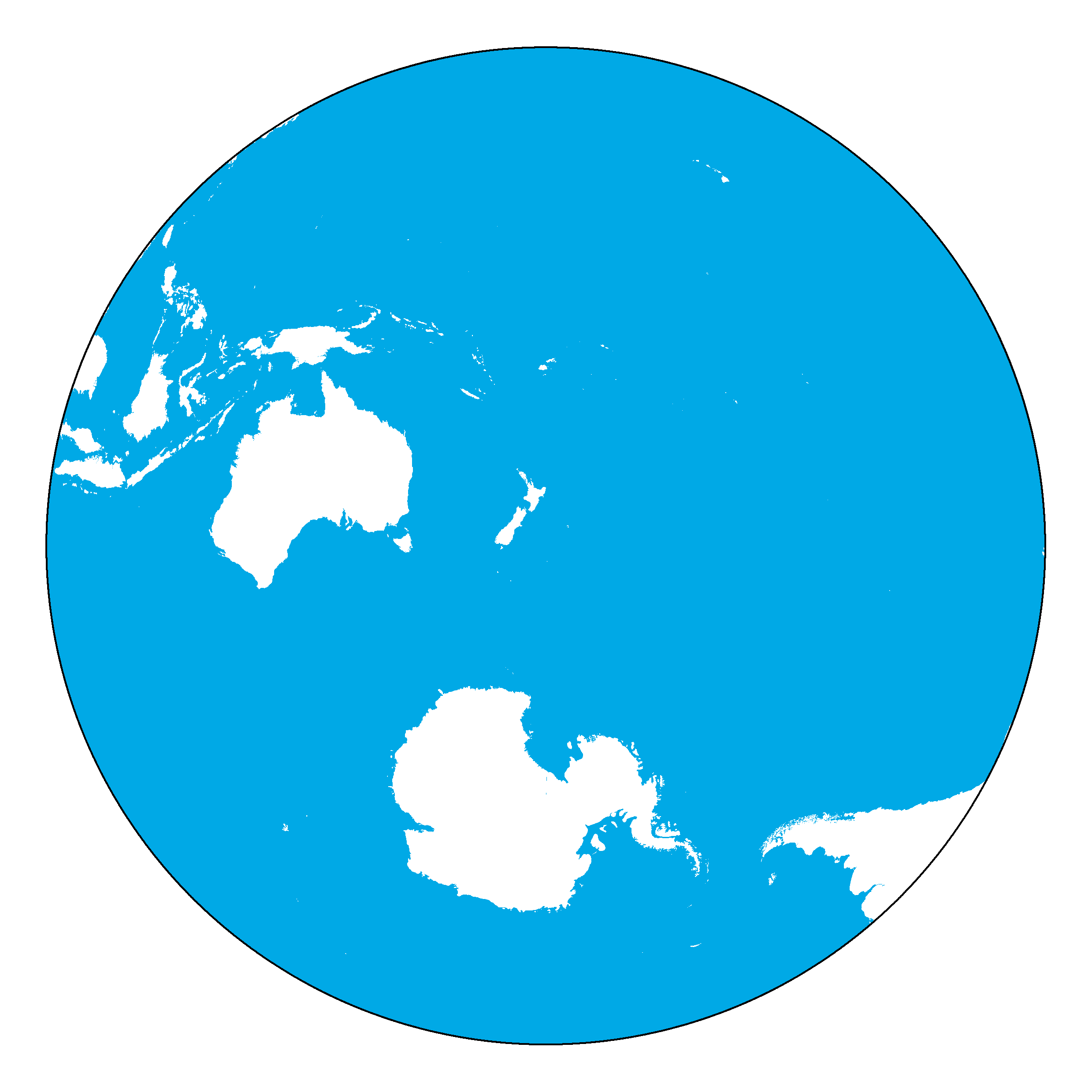
Új-Zéland az óceáni félgömbön

Új-Zéland Ausztráliától délkeletre, 1500–2000 km távolságban terül el. A legkisebb távolság, 1490 km a Déli-sziget és Tasmania között van, az Északi-sziget északnyugati csúcsa, a Reinga-fok és Ausztrália között pedig 1.965 km a távolság. Dél-Amerikától több mint 10 000 kilométer választja el, Magyarországról nézve pedig Új-Zéland a Föld legtávolabbra eső része. Új-Zéland a Föld felületén az úgynevezett „vizes félgömb” centrumában, azaz annak a résznek a középpontjához közel helyezkedik el, amelyiket a legnagyobb arányban borítják tengerek.
Az új-zélandi „csizma” az Appennini-félszigettől eltérően két nagy és egy kisebb szigetből áll. A csizma „feje” az Északi-sziget, ez nem sokkal nagyobb Magyarországnál, területe 114 453 km². A csizmaszárra hasonlító Déli-sziget 150 718 km² kiterjedésű, míg déli folytatása, a Stewart-sziget csak 1746 km².
Új-Zéland állami területéhez tartozik még több távolabbi sziget, illetve szigetcsoport. A Chatham-szigetek a déli-szigeti Lyttelton városától 850 kilométerre keletre találhatók, összterületük 963 km²; a Kermadec-szigetek Aucklandtól északra 1100 kilométerre (34 km²); A Campbell-sziget a Stewart-szigettől 600 kilométerre délre (114 km²). Ezeken kívül több száz kisebb lakatlan partközeli és távolabbi sziget és szirt tartozik még földrajzilag vagy politikailag az országhoz, összesen további mintegy 676 km² területtel.
A két fő sziget hossza észak-déli irányban összesen 1600 km, szélessége 200–400 km között van.

## Domborzat
A szigetország fontos tektonikus törésvonalak és szubdukciós zónák határán terül el. Rendkívül változatos domborzata az ugyancsak mozgalmas földtörténete során alakult ki. A felszín alakulása a jelenkorban is folytatódik, aktív vulkáni tevékenység folyik főleg az Északi-szigeten, és az egész országra jellemző a földrengések gyakorisága.

### Északi-sziget

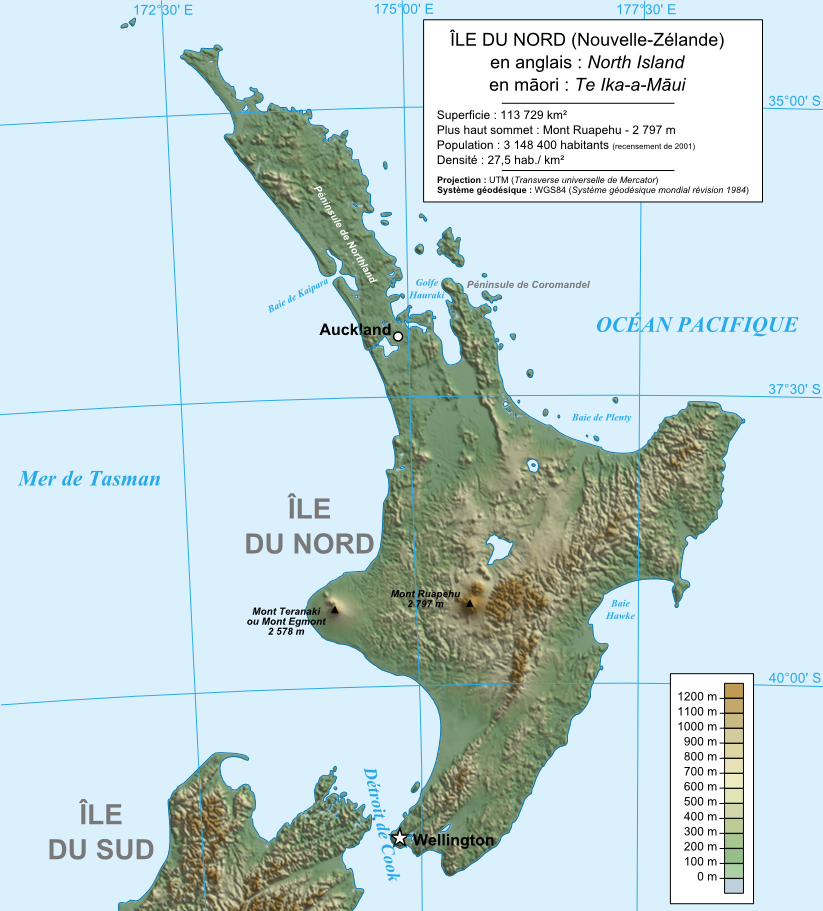
Az Északi-sziget térképe. Aucklandtól északra a Northland, ennek elkeskenyedő utolsó 100 kilométere a két fokban végződő Aupouri-félsziget

Az Északi-sziget közepén vulkanikus felföld terül el, amelynek átlagos magassága 600 m.  Anyaga a hajdani hasadékvulkánokból felszínre került ignimbrit és a kráterekből kiszóródott andezites tufa. Ezekbe a laza kőzetekbe mély medreket, barrankókat vájtak a bőséges csapadék által táplált folyóvizek. A vulkanikus kitörések anyagai újra meg újra elgátolták a vízfolyások útját, és tavak keletkeztek, illetve a folyók megváltoztatták útvonalukat. A fennsík egészét legnagyobb taváról, a Taupói-tóról Taupói-platónak is nevezik.
A fennsíkból három hatalmas vulkáni csoport emelkedik ki. A Ngauruhoe (2290 m) csaknem szabályos kúpja működik a leggyakrabban, a legmagasabb a tőle délre fekvő Ruapehu (2797 m), északon pedig a Tongariro (1986 m) inkább krátermezőnek nevezhető, számos tölcsére között egy-egy időnként működésbe lép. Északkeleten a Tarawera található, amely az 1886-ban súlyos károkat okozva tört ki. Ehhez a csoporthoz tartozik még a Plenty-öbölben fekvő White-sziget vulkánja, aminek kráterében erős füstképződés, fumarola-tevékenység észlelhető, amiről a sziget a nevét kapta (magyarul Fehér-sziget). Az egész vulkanikus övezetben gyakoriak a magma közelsége miatt a különféle hőjelenségek (hőforrások, gejzírek, forró vizű tavak).
Az Északi-sziget keleti oldalán Wellingtontól a Runaway-fokig, mintegy 450 km hosszan hegységrendszer húzódik, amely a mindkét fő szigetre jellemző délnyugat-északkeleti irányú törésvonalak mentén alakult ki vetődés útján. E törésrendszer legaktívabb része a fővárostól északkeletre levő Wellington Fault, amely mentén már számos jelentős földrengésre került sor. A hegységrendszer főbb részei délről kezdve: Tararua, Ruahine, Huiarau
és Raukumara. Az utóbbiban található a legmagasabb csúcs, a Hikurangi (1754 m). A tengerpart meglehetősen tagolatlan, az egyetlen nagyobb öböl ezen a szakaszon a Hawke-öböl.
A központi vulkanikus fennsíktól nyugatra és északra fokozatosan alacsonyodó dombságok, parti síkságok helyezkednek el. Délnyugaton a tengerparthoz csatlakozik a Wanganui-Taranaki-síkság, melynek közepén félszigetet alkotva emelkedik ki az "alvó tűzhányónak" számító Mt. Egmont (2518 m). Ettől a vidéktől északra fekszik a Wellington-dombság, majd Dél-Auckland következik. Itt érkezünk a Hauraki Gulf és a Manukau Harbour között a szárazföld néhány kilométerre  keskenyedik. Itt alakult ki Új-Zéland legnagyobb városa, Auckland, mindkét tengerre kikötővel.
Aucklandtől északra dombokkal, alacsony hegyekkel tarkított félsziget terül el, amit Northlandnek neveznek. Northland mintegy 100 kilométer hosszú, körülbelül 10 kilométerre elkeskenyedő északi részét, ami tulajdonképpen félsziget a félszigeten, Aupouri-félszigetnek hívják. Ennek a legvége kiszélesedik 30 kilométerre és két csúcsban végződik, az egyik a Reinga-fok, a másik az Északi-fok.

### Déli-sziget

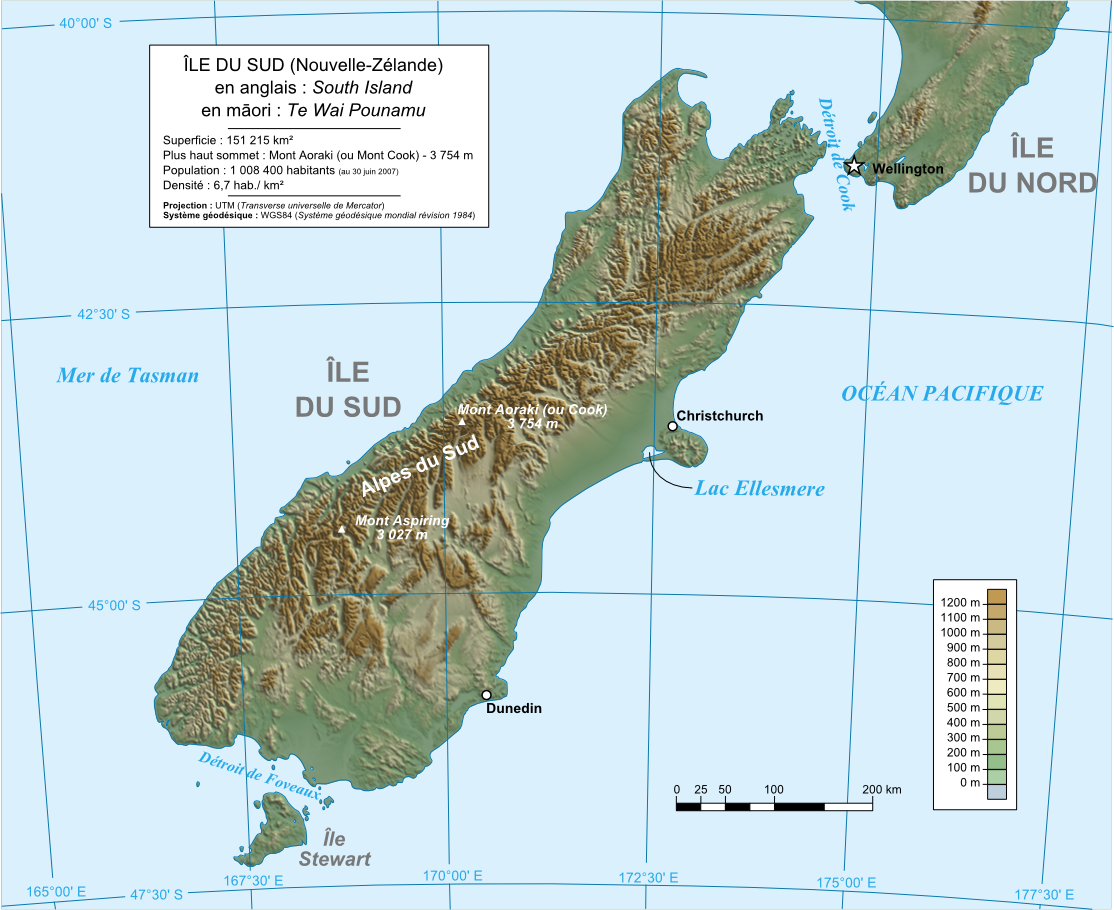
A Déli-sziget domborzati térképe, délre tőle a Stewart-sziget

A Déli-sziget földrajzilag sokkal egyszerűbb felépítésű, mint az északi párja. Alakja 800 km hosszan elnyúlt téglalaphoz közelít, átlagos szélessége 200 km. Nyugati partjait az északi Tasman-öböltől a délnyugati fjordvidékig
(Fiordland) összefüggő hegységrendszer kíséri, ettől keletre pedig fokozatosan ereszkedő dombsági tájak és széles síkságok húzódnak. Egészében véve a Déli-szigeten sokkal több a magas hegység, mint az Északi-szigeten, ahol csak a három hatalmas vulkáni kúp emelkedik 2000 m fölé. A Déli-szigeten összesen 223 csúcs haladja meg a 2300 méteres magasságot.
A Déli-sziget nyugati hegységrendszerének hivatalosan nincs összefoglaló elnevezése, a Déli-Alpok (Southern Alps) nevet eredetileg csak a középső, legmagasabb, a Haast-hágótól az Arthur-hágóig terjedő szakasznak adták, de gyakran használatos ez az elnevezés a köznyelvben a Déli-sziget szinte egész hosszában húzódó hegyvonulatra is.
A Déli-Alpokban található Új-Zéland legmagasabb csúcsa, az Aoraki/Mount Cook (3724 méter, bevett rövidítése Mt. Cook), és még tucatnyi 3000 méter feletti csúcs. A legmagasabb hegyhátakon kialakult jégmezőkből gleccserek indulnak. Közülük a leghosszabb gleccser a Tasman-gleccser (29 km), ez a Mt. Cook környékéről ereszkedik le kelet felé 700 m tengerszint feletti magasságig. További jelentősebb gleccserek a keleti oldalon: a Murchison (17 km), a Mueller (13 km), a Godley (13 km) és a Hooker (ll km). A nyugati partokra csak két völgyi gleccser nyúlik le, a Ferenc József (15 km) és a Fox-gleccser (13 km). Ezek a gleccserek korábban megközelítették a tengert, ma már körülbelül 200 méteres magasságban végződnek.
A Déli-Alpok nyugati oldalán keskeny parti síkság húzódik, amely északon Greymouth táján 30-35 kilométerre szélesedik ki. Az itteni partvidék összefoglaló neve Westland. A Déli-Alpok északkeleti folytatásának legjelentősebb szakasza a Spencer-hegység (2794 m), míg dél felé a hegységrendszer felbomlik különálló hegységekre. Néhány csúcs itt is meghaladja a 3000 métert. Leglátványosabb a Mount Aspiring/Tititea, amit alakja miatt Új-Zéland Matterhornjának is neveznek (3033 m). Ettől délre a partokat a norvégiai fjordokhoz hasonló, gleccserek által vájt öblök, helyi nevükön „sound”-ok csipkézik.
Az Északi-sziget keleti oldalán húzódó hegyvidék a Déli-szigeten a Kaikoura-hegységben folytatódik. A legmagasabb csúcsok itt is csaknem elérik a 3000 métert (Tapuaenuku, 2884 m; Alarm, 2865 m).
A hegyek között számos hosszúkás tó van, részben a régi gleccserek által kivájt mederben, mint a Hauroko és a Poteriteri, részben pedig mesterséges tavak, amiket a folyók völgyét elzárva hoztak létre energiatermelés céljára.
A központi hegyvonulattól keletre, a tengerpart felé közeledve a táj ellaposodik. Ennek az alföldnek az északi része a Canterbury-síkság (Canterbury Plains), déli része a Southland Plains. A keleti parton két jelentős félsziget található, a Banks-félsziget és az Otago-félsziget.

### Stewart-sziget
A Stewart-sziget méreteiben eltörpül a két nagy szigethez képest. Területe 1722 km², a környező kisebb szigetekkel együtt is csak 1747 km². Észak-déli átmérője 65 km, kelet-nyugati irányban 40 km a kiterjedése. Rendkívüli tagolt partvonala mintegy 750 km hosszú. A sziget legmagasabb csúcsa a Mount Anglem (980 méter).
Ennek a szigetnek a déli szélén található a Délnyugati-fok, ami nevétől eltérően, az új-zélandi „kontinentális területnek” tekintett három fő sziget legdélebbi pontja.

## Fordítás
- Ez a szócikk részben vagy egészben a Geography of New Zealand című angol Wikipédia-szócikk ezen változatának fordításán alapul.  Az eredeti cikk szerkesztőit annak laptörténete sorolja fel. Ez a jelzés csupán a megfogalmazás eredetét és a szerzői jogokat jelzi, nem szolgál a cikkben szereplő információk forrásmegjelöléseként.
- Ez a szócikk részben vagy egészben a Geographie Neuseelands című német Wikipédia-szócikk ezen változatának fordításán alapul.  Az eredeti cikk szerkesztőit annak laptörténete sorolja fel. Ez a jelzés csupán a megfogalmazás eredetét és a szerzői jogokat jelzi, nem szolgál a cikkben szereplő információk forrásmegjelöléseként.